# Nicola Willis (Politikerin)
Nicola Valentine Willis (* 7. März 1981 in Wellington) ist eine neuseeländische Politikerin der New Zealand National Party.

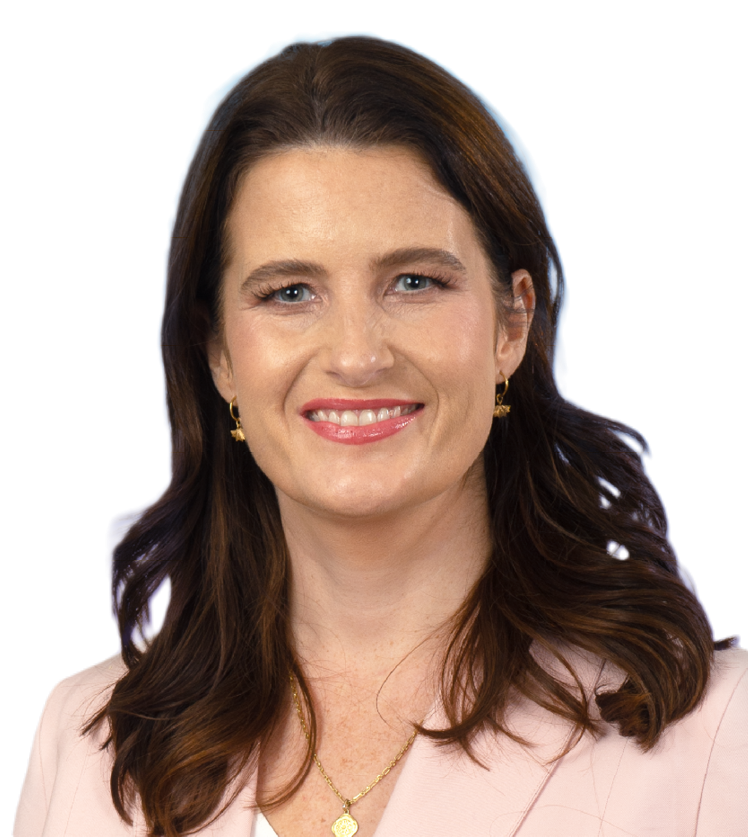
Nicola Willis (2023)

Sie ist stellvertretenden Vorsitzenden ihrer Partei und war ihre finanzpolitische Sprecherin im neuseeländischen Parlament. Als ihre Partei die Parlamentswahl im Jahr 2023 gewann, wurde sie in der Koalitionsregierung mit der ACT New Zealand und der New Zealand First im November 2023 unter anderem Finanzministerin.

## Leben
Willis wurde am 7. März 1981 als älteste von drei Kindern einer privilegierten Familie in Wellington geboren. Während ihre Mutter Shona Valentine als Journalistin arbeitete und Zugang zur Pressetribüne des Parlaments hatte, war ihr Vater James Willis ein Wirtschaftsanwalt in der Großstadtkanzlei Bell Gully.
In Wellington besuchte Willis zunächst die Samuel Marsden Collegiate School, eine Privatschule für Mädchen und wechselte für ihre letzten beiden High-School-Jahre zum King's College nach Auckland. Ihr Studium der englischen Literatur begann sie an der Victoria University of Wellington und schloss dort im Jahr 2003 mit Auszeichnung ab. 2017 erwarb sie das Postgraduierten-Diplom in Journalismus an der University of Canterbury.

## Berufliche Karriere
Ihre erste berufliche Anstellung fand Willis als Kassiererin und Kellnerin in einem Wholly Bagel Café in Wellington und später in einer Boutique, wo sie Kleidung verkaufte. Auch bei Timberland Shoe fand sie kurz ein Betätigungsfeld.
Bevor Willis einen Sitz im Neuseeländischen Parlament gewann, arbeitete sie als Beraterin für den früheren Premierminister Bill English, als dieser in der Opposition war. Von 2006 bis 2011 arbeitete sie ebenfalls als Beraterin für den früheren Premierminister John Key. Nach der Politik wechselte sie im Jahr 2012 als Senior Manager zur neuseeländischen Molkereigenossenschaft Fonterra, wo sie leitende Funktionen übernahm. Im November 2016 gab sie dann ihren Job bei Fonterra auf, um auf der Liste der National Party für das Neuseeländischen Parlament zu kandidieren.

## Politische Karriere
Doch erst im April 2018 bekam Willis als Nachrückerin einen Sitz im Parlament, als der Abgeordneten Steven Leonard Joyce im März 2018 seinen Rückzug vollzog, und der Tatsache, dass sie in der Liste ihrer Partei an oberste Stelle für Nachrücker stand. Ein Jahr zuvor trat sie für den Wahlkreis Wellington Central an, konnte ihn aber nicht für sich entscheiden. Im Jahr 2020 gewann sie wieder nur den zweiten Platz, war aber über die Liste ihrer Partei für einen Sitz im Parlament abgesichert. Im November 2021 wurde sie zur stellvertretenden Vorsitzenden ihrer Partei gewählt und zu den Parlamentswahlen im Jahr 2023 konnte sie ihren Sitz wiederum über die Absicherung der Liste ihrer Partei sichern. Da die National Party die Wahl in dem Jahr gewann und eine Koalitionsregierung bilden konnte, übernahm Willis ab dem 27. November 2023 folgende unten stehende Ministerämter:

### Ministerämter in der Regierung Luxon
| Minister                             | vom               | bis     |
| ------------------------------------ | ----------------- | ------- |
| Minister of Finance                  | 27. November 2023 | aktuell |
| Minister for the Public Service      | 27. November 2023 | aktuell |
| Minister for Social Investment       | 27. November 2023 | aktuell |
| Associate Minister of Climate Change | 27. November 2023 | aktuell |

## Privates
Willis ist mit ihrem Mann Duncan verheiratet und hat vier Kinder.